# فرخنده سرگندمی
فرخنده سرگندمی یا فرخنده سرگندمگون (نام علمی: Thlypopsis fulviceps) گونه‌ای از پرندگان تیرهٔ فرخندگان (Thraupidae) است. این گونه در رشته ساحلی ونزوئلا و دورترین شمال کلمبیا یافت می‌شود. زیستگاه‌های طبیعی آن جنگل‌های کوهستانی نمناک نیمه‌گرمسیری یا گرمسیری و جنگل‌های پیشین به شدت دگرگون‌شده است.